# Autoserica poonmundi
Autoserica poonmundi är en skalbaggsart som beskrevs av Frey 1975. Autoserica poonmundi ingår i släktet Autoserica och familjen Melolonthidae. Inga underarter finns listade.